# Glenn Medeiros (álbum)
Glenn Medeiros es el nombre del álbum debut homónimo del cantante pop hawaiano Glenn Medeiros. Fue lanzado al mercado por Amherst Records en 1987.
Su versión cover de "Nothing's Gonna Change My Love for You" del compositor Michael Masser fue un éxito mundial, alcanzando el puesto 12 en el Billboard Hot 100 y estuvo 4 semanas en el número uno en el Reino Unido en julio de 1988.

## Lista de canciones
| N.º   | Título                                   | Escritor(es)                                                 | Duración |  |
| 1.    | «Nothing's Gonna Change My Love for You» | Gerry Goffin, Michael Masser                                 | 3:48     |  |
| 2.    | «Lonely Won't Leave Me Alone»            | David Foster, Jermaine Jackson, Tommy Keane, Kathy Wakefield | 4:26     |  |
| 3.    | «The Wings of My Heart»                  | Keith Diamond, James Ingram                                  | 3:31     |  |
| 4.    | «A Stranger Tonight»                     | Marti Sharron, Chuck Wild                                    | 4:46     |  |
| 5.    | «Watching Over You»                      | Paul Gordon                                                  | 4:11     |  |
| 6.    | «What's It Gonna Take»                   | Johnny Elkins, Mike Greene                                   | 3:33     |  |
| 7.    | «A Fool's Affair»                        | Richard Kerr, Troy Seals                                     | 3:48     |  |
| 8.    | «You Left the Loneliest Heart»           | Jay Logan, Michael Jeffries                                  | 3:55     |  |
| 9.    | «Knocking at Your Door»                  | Charles Singleton                                            | 4:01     |  |
| 35:36 |                                          |                                                              |          |  |

## Créditos[4]
- Glenn Medeiros - voz principal y coros
- "Reverend" Dave Boruff - sintetizadores y saxofón
- Michael Brady - bajo
- Jeff Gilhart - guitarras
- Jay Gruska -  sintetizadores
- John Keane -  batería y pandereta
- Tom Keane - sintetizadores
- Michael London - bajo
- Leeza Miller - coros
- Bob Parr - sintetizador
- John Pierce - bajo
- Ken Rarick - sintetizadores
- Organizado por Jay Gruska, Jay A. Ryan, John Ryan y Jay Stone
- Arreglos vocales por Michael Brady y Tom Keane
- Producido por Jay Stone
- Productor ejecutivo - Leonard Silver
- Ingeniería - Doug Carleton, Greg Scott, Jeffrey Woodruff
- Ingenieros asistentes - Doug Carleton, Greg Scott
- Mezcla - Jeff Tyzik
- Masterización - Bernie Grundman